# Rampart (videojuego)
Rampart es un videojuego lanzado en 1990 por Atari Games y Midway Games, que combina los géneros de disparos, estrategia y rompecabezas. Debutó como videojuego arcade con controles de bola de seguimiento (trackball) y fue adaptado a sistemas domésticos. Su lanzamiento en Estados Unidos fue limitado en octubre de 1990 y se amplió en los primeros meses de 1991. En Japón, fue distribuido por Namco.
Rampart es considerado un precursor del género defensa de torres que se popularizaría en la década siguiente.

## Jugabilidad
El jugador controla y defiende un territorio compuesto por un muro que rodea un conjunto de castillos y cañones. La jugabilidad alterna entre dos fases con límite de tiempo: combate y construcción. En la fase de construcción, el jugador intenta expandir su territorio y reparar los daños sufridos durante el combate. En la fase de combate, utiliza sus cañones para atacar al enemigo. En el modo de un solo jugador, el jugador se enfrenta a una flota de barcos enemigos; en el modo multijugador, los jugadores se enfrentan entre sí, separados por ríos.
El juego comienza con una fase de construcción automatizada en la que la computadora construye un muro alrededor de un castillo. La posesión de un castillo otorga al jugador el control de varios cañones. Tras construir el muro, el jugador coloca los cañones dentro de su territorio.
Al finalizar la fase de construcción, comienza el combate. En el modo de un jugador, una serie de barcos se acercan al territorio del jugador disparando cañones contra sus muros. El jugador responde disparando sus propios cañones, teniendo en cuenta la velocidad lenta de los proyectiles, lo que requiere anticipar el movimiento del objetivo. En el modo multijugador, los jugadores disparan contra los muros del oponente. El objetivo del atacante en ambos casos es abrir brechas en las defensas. El combate termina cuando se hunde un número determinado de barcos o, en el modo de dos jugadores, tras un tiempo establecido.
Después del combate, el jugador pierde el control de cualquier área que ya no esté completamente rodeada por muros, junto con los cañones en esa zona. Comienza entonces una fase de construcción controlada por el jugador. Aparecen piezas similares a las de Tetris, que el jugador debe mover y rotar para cerrar brechas en el muro existente o extenderlo alrededor de nuevos castillos.
Al finalizar esta fase, cualquier castillo o cañón completamente rodeado por un muro continuo se añade al territorio del jugador. Luego se repite el ciclo con la colocación de cañones. Cada castillo rodeado otorga un cañón adicional en cada fase de armado (el castillo principal otorga dos), siempre que haya espacio disponible.
Debido a que el daño causado durante el combate suele estar disperso, repararlo puede ser difícil. Las piezas son generalmente más grandes que las brechas, y colocar una pieza grande en un espacio pequeño puede dejar fragmentos sobrantes que dificultan futuras reparaciones.
El jugador pierde si no logra rodear al menos un castillo al final de la fase de colocación de piezas. En el modo de un jugador, hay un conjunto fijo de seis niveles. En el modo de dos jugadores, si ambos sobreviven, gana quien tenga la puntuación más alta. Si el jugador derrota al oponente, puede ejecutar al comandante enemigo mediante dos opciones: hacerlo caminar por la tabla o decapitarlo. Los cañones pueden ser destruidos; los cuadros de bonificación otorgan puntos adicionales al ser capturados, y también cuando no hay soldados enemigos ni cráteres.

## Ports
Rampart ha sido adaptado a múltiples plataformas domésticas, incluyendo Super Nintendo Entertainment System (Super NES), Master System, Mega Drive/Genesis, Atari Lynx, MS-DOS, Macintosh, Commodore 64, Amiga y Atari ST. También se desarrollaron versiones independientes para Game Boy, Game Boy Color, Nintendo Entertainment System (NES) y Famicom. Las versiones para NES, Super NES y MS-DOS fueron desarrolladas por Bitmasters. La versión de NES fue originalmente planeada para ser publicada por Tengen (sin licencia oficial de Nintendo), pero posteriormente fue transferida a Jaleco, que sí contaba con dicha licencia. Las versiones de Super NES y MS-DOS fueron publicadas por Electronic Arts. La mayoría de las versiones domésticas incluyen características actualizadas. La versión japonesa para Famicom, publicada por Konami, incorpora siete niveles de entrenamiento, tres niveles de dificultad y un modo multijugador ampliado. Esta versión recibió una traducción no oficial al inglés en mayo de 2017.
En las versiones para Super NES y MS-DOS, los cañones obtenidos pueden convertirse en potenciadores.
La versión arcade de Rampart está incluida en las recopilaciones Midway Arcade Treasures para GameCube, PlayStation 2, Xbox y PlayStation Portable, así como en Midway Arcade Origins para PlayStation 3 y Xbox 360. También se distribuyó junto con Gauntlet en un paquete doble para Game Boy Advance. Una versión para PlayStation 3 con modo multijugador en línea fue lanzada en la PlayStation Network el 10 de mayo de 2007.

## Recepción
En Japón, la revista Game Machine clasificó a Rampart como la séptima unidad arcade de mesa más exitosa del mes en su edición del 1 de junio de 1991.
Julian Rignall, de la revista Computer and Video Games, reseñó la versión arcade del juego y le otorgó una calificación del 93%.
La revista MegaTech calificó la versión para Mega Drive con un 90% y le otorgó el Hyper Game Award, destacando que era una “excelente combinación de diferentes estilos de juego”.
Console XS evaluó la versión para Master System, otorgándole una puntuación del 81%.
La revista Nintendo Power posicionó a Rampart como el cuarto mejor juego de Game Boy del año 1993.

## Legado
Rampart influyó en los primeros videojuegos del género defensa de torres aproximadamente una década después de su lanzamiento. Las similitudes en la jugabilidad incluyen la defensa de un territorio mediante la construcción de estructuras defensivas y la realización de reparaciones entre múltiples rondas de ataques